# Ana María Noé
Ana María Noé, née à Palma en 1914, décédée à Madrid en juillet 1970, est une actrice espagnole de théâtre et de cinéma.

## Biographie
Ana María Noé commence son activité artistique à Barcelone, et devient connue après la guerre civile. En 1940, elle a déjà sa propre compagnie de théâtre, avec laquelle elle interprète Lo increíble (1940), El nido ajeno (es) (1941) et Vidas cruzadas (es) (1942), toutes œuvres de Jacinto Benavente, aux côtés d'Enric Guitart i Matas (en).
C'est elle qui crée alors en Espagne La herida del tiempo (es) de John Boynton Priestley, suivie de Don Álvaro o la fuerza del sino (es) avec Alfonso Muñoz (es) au Teatro Español, Hay una mujer de diferencia (1944) et Las de Caín (es) (1945). Engagée au début des années 1950 à la compagnie du Teatro Español, elle crée, sous la direction José Tamayo, de grandes œuvres de littérature comme Dialogues des carmélites (1954), de Georges Bernanos, Six Personnages en quête d'auteur (1955), de Pirandello, Processo à Gesù (es) (1956), de Diego Fabbri, Les Sorcières de Salem (1956), d'Arthur Miller, Le Journal d'Anne Frank (1957), Requiem pour une nonne (1957), de William Faulkner, Don Juan Tenorio (1958), de José Zorrilla, Un soñador para un pueblo (es) (1958), d'Antonio Buero Vallejo.
Au début des années 1960, elle quitte la troupe de l'Español, mais maintient sa présence sur scène dans des pièces comme Largo viaje del día hacia la noche (1960), d'Eugene O'Neill, La dama del alba (es) (1962), d'Alejandro Casona ou La pechuga de la sardina (es) (1964), de Lauro Olmo.
Elle se lance alors au cinéma où elle va jouer dans une vingtaine de films dont des westerns spaghetti. Elle est également présente à la télévision dans Novela (es) ou Estudio 1 (es). Au festival 1964 du Sindicato Nacional del Espectáculo (es), elle reçoit le prix de meilleure second rôle féminin (actriz de reparto) pour son rôle dans Jandro.

## Filmographie
- 1942 : Se ha perdido un cadáver
- 1961 : Los cuervos : Berta
- 1961 : Ave Maria (Pecado de amor) de Luis César Amadori : Bella / Paula
- 19612 : A hierro muere (es) de Manuel Mur Oti : Doña Ana
- 1962 : Mentirosa
- 1962 : Los culpables : maîtresse de la tente
- 1962 : Dulcinée de Vicente Escrivá: femme malade
- 1963 : La becerrada de José María Forqué : mère supérieure
- 1963 : Vida de familia : Aurelia
- 1964 : El espontáneo : mère
- 1965 : Jandro (ca) de Julio Coll : Regina
- 1965 : El mundo sigue de Fernando Fernán Gómez : Lina
- 1965 : Les Grands Chefs (I grandi condottieri) de Marcello Baldi et Francisco Pérez-Dolz : mère de Samson
- 1965 : El castigador : Señora Eugenia
- 1966 : Sept Écossais du Texas (Sette pistole per i MacGregor) de Franco Giraldi : grand-mère MacGregor
- 1966 : La dama del alba : servante
- 1967 : Un doigt sur la gâchette (Dove si spara di più) de Gianni Puccini : mère du monstre
- 1967 : Sept Écossais explosent (Sette donne per i Mac Gregor), de Franco Giraldi  : grand-mère MacGregor
- 1967 : Opération frère cadet (O.K. Connery), d'Alberto De Martino : Lotte Krayendorf
- 1967 : Al ponerse el sol : Carmen Lara
- 1967 : La mujer de otro
- 1969 : Sabata, de Gianfranco Parolini : mère de Sharky (non créditée)
- 1969 : Los escondites
- 1970 : Matalo! de Cesare Canevari : Constance Benson
- 1971 : El diablo Cojuelo : Celestina

## Théâtre
- 1940 : Lo increíble de Jacinto Benavente[2]
- 1941 : El nido ajeno (es) de Jacinto Benavente[3]
- 1942 : Vidas cruzadas (es) de Jacinto Benavente[4]
- 1942 : La herida del tiempo de John Boynton Priestley[5]
- 1943 : Don Álvaro o la fuerza del sino d'Ángel de Saavedra au Teatro Español
- 1944 : Hay una mujer de diferencia
- 1945 : Las de Caín des Frères Álvarez Quintero (es)
- 1954 : Dialogues des carmélites, de Georges Bernanos[8]
- 1955 : Six Personnages en quête d'auteur, de Pirandello
- 1956 : Processo à Gesù (es), de Diego Fabbri
- 1956 : Les Sorcières de Salem, d'Arthur Miller
- 1957 : Le Journal d'Anne Frank
- 1957 : Requiem pour une nonne, de William Faulkner
- 1958 : Don Juan Tenorio, de José Zorrilla
- 1958 : Un soñador para un pueblo, d'Antonio Buero Vallejo
- 1960 : Largo viaje del día hacia la noche, d'Eugene O'Neill
- 1962 : La dama del alba (es), d'Alejandro Casona
- 1964 : La pechuga de la sardina, de Lauro Olmo